# Florensac
Florensac (okzitanisch: Florençac) ist eine südfranzösische Gemeinde mit 5138 Einwohnern (Stand: 1. Januar 2022) im Département Hérault in der Region Okzitanien. Die Gemeinde ist Teil des Arrondissements Béziers und des Kantons Pézenas. Die Einwohner werden Florensacois genannt.

## Geografie
Florensac liegt am Fluss Hérault. Nachbargemeinden sind Castelnau-de-Guers im Norden, Pinet im Nordosten, Pomérols im Osten, Marseillan im Südosten, Agde im Süden, Bessan und Saint-Thibéry im Westen sowie Pézenas im Nordwesten.
Durch die Gemeinde führt die Autoroute A9.

## Bevölkerungsentwicklung
| Jahr      | 1962 | 1968 | 1975 | 1982 | 1990 | 1999 | 2006 | 2019 |
| Einwohner | 2844 | 2785 | 2917 | 3064 | 3583 | 3859 | 4548 | 5057 |

## Sehenswürdigkeiten
- Schloss Vulliod aus dem 19. Jahrhundert
- Kirche Saint-Jean-Baptiste und Glockenturm
- Brücke von Florensac nach Saint-Thibéry über den Hérault

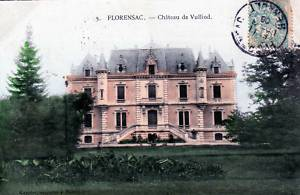
Schloss Vulliod

## Persönlichkeiten
- Louis Pierre de Montbrun (1770–1812), General der Kavallerie
- Joseph Bonnel (1939–2018), Fußballspieler und -trainer